# Furuset
Furuset – jednostka administracyjna podległa gminie Alna w stolicy Królestwa Norwegii, Oslo.

## Demografia
Dzielnicę zamieszkuje wedle danych z 1 stycznia 2006 r. około 5,5 tys. mieszkańców. Blisko tysiąc z nich pochodzi z obszaru Starego Furuset, natomiast pozostałe 4,5 tys. zamieszkuje przedmieścia. Ponad 70% ludności stanowią emigranci z biednych krajów Azji i Afryki.

## Urbanistyka
W 1300 r. wybudowano na obszarze dzielnicy drewniany kościół który jednak najpewniej spłonął w 1595 r. Obecny, nowoczesny powstał wraz z dużym centrum handlowym w 1980 r. W 2011 r. otworzono ponadto w okolicy meczet Bait-un-Nasr.
W Furuset znajdują się dwie szkoły, centra rekreacji, a także odsłonięty w 1994 r. przez króla Haralda V pomnik Trygve Lie. Ponadto przez obszar dzielnicy przebiegają liczne linie autobusowe, autostrada E6 oraz linia metra ze stacją Furuset.

## Galeria zdjęć

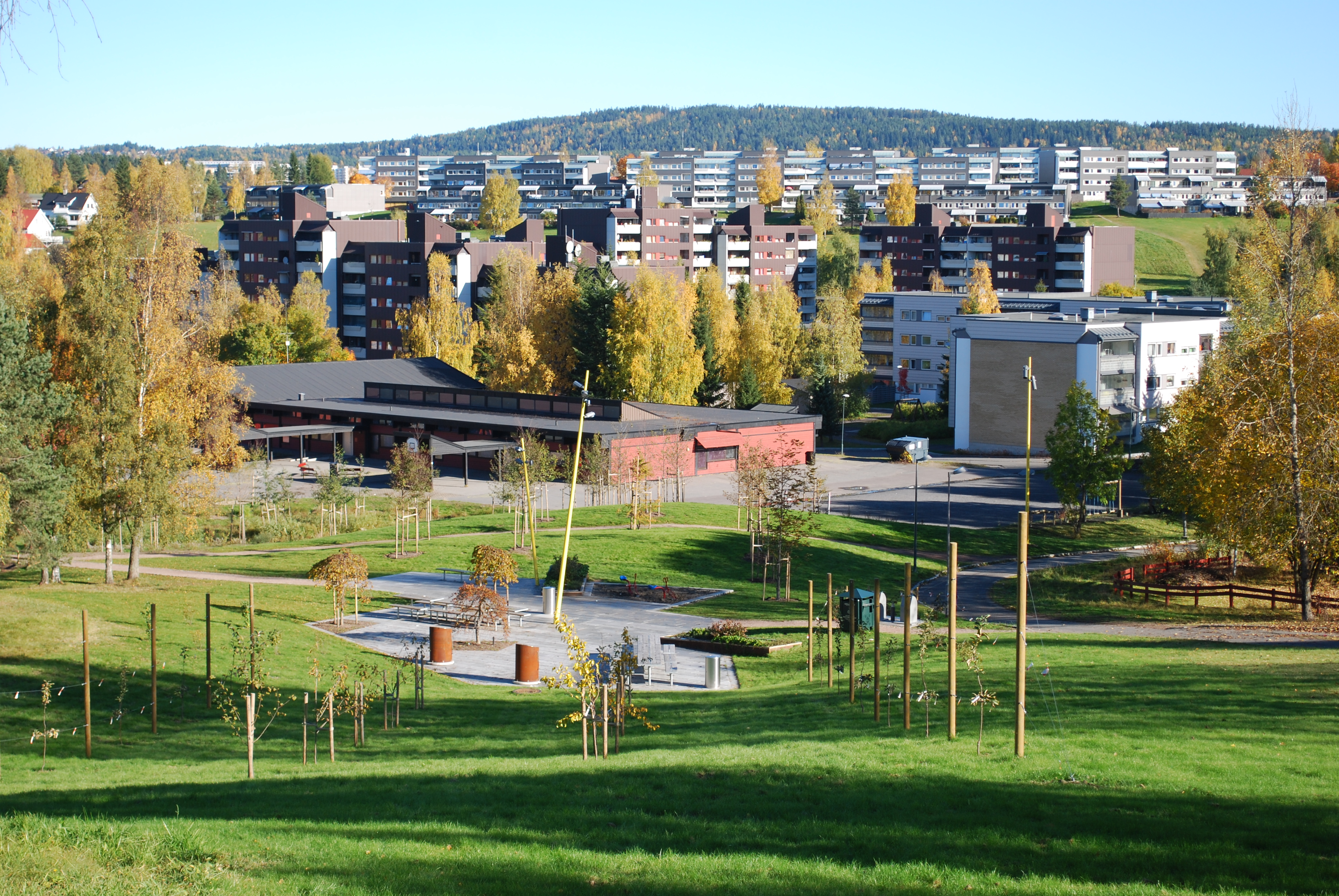
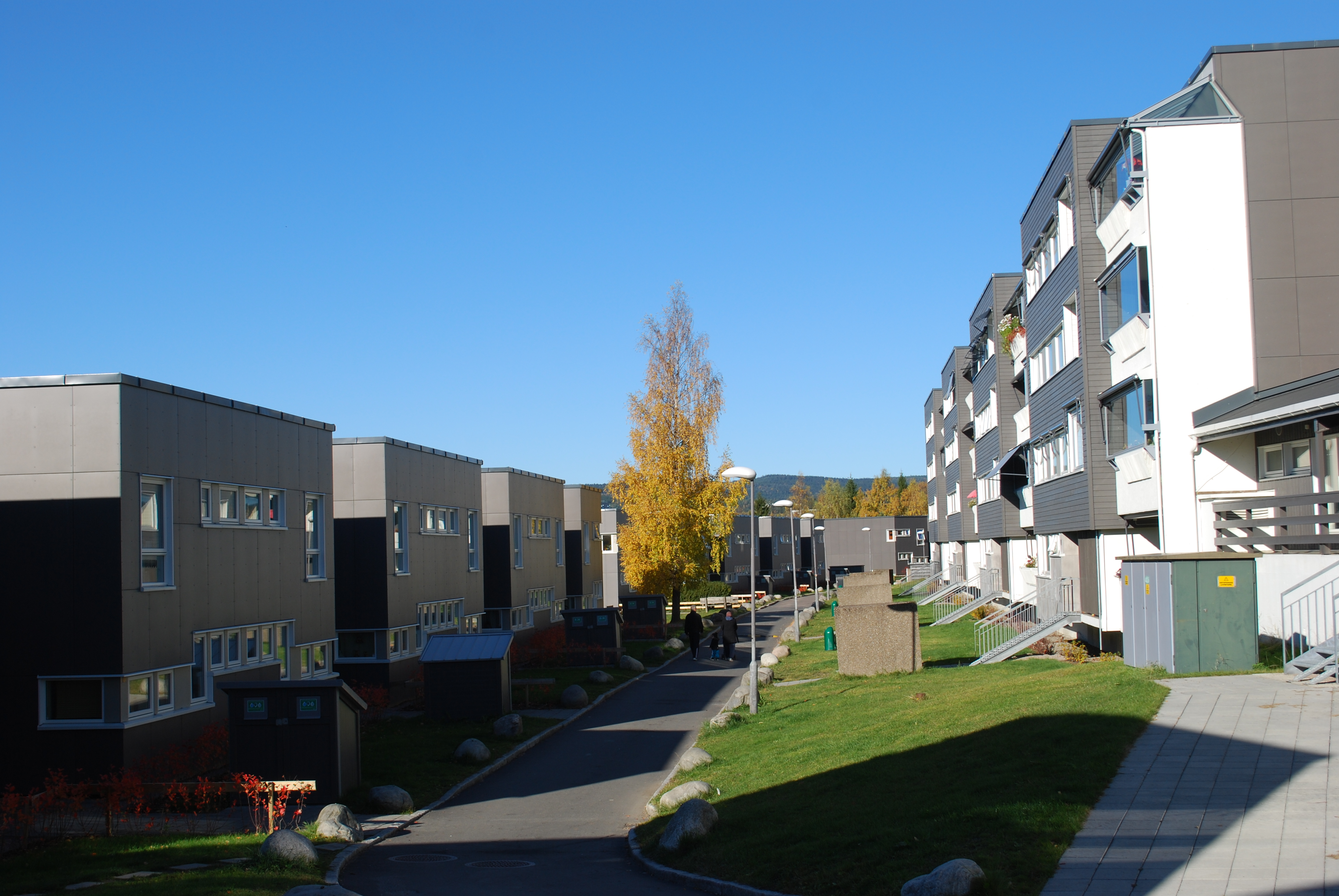
Bloki mieszkalne wzniesione w końcu lat siedemdziesiątych na Furuset